# Mably (Loira)
Mably és un municipi francès situat al departament del Loira i a la regió d'Alvèrnia-Roine-Alps. L'any 2007 tenia 7.496 habitants.

## Demografia

### Població
El 2007 la població de fet de Mably era de 7.496 persones. Hi havia 3.150 famílies de les quals 882 eren unipersonals (302 homes vivint sols i 580 dones vivint soles), 1.170 parelles sense fills, 840 parelles amb fills i 258 famílies monoparentals amb fills.
La població ha evolucionat segons el següent gràfic:
Habitants censats

### Habitatges
El 2007 hi havia 3.366 habitatges, 3.218 eren l'habitatge principal de la família, 21 eren segones residències i 126 estaven desocupats. 2.429 eren cases i 928 eren apartaments. Dels 3.218 habitatges principals, 2.055 estaven ocupats pels seus propietaris, 1.135 estaven llogats i ocupats pels llogaters i 28 estaven cedits a títol gratuït; 32 tenien una cambra, 156 en tenien dues, 649 en tenien tres, 1.231 en tenien quatre i 1.150 en tenien cinc o més. 2.443 habitatges disposaven pel capbaix d'una plaça de pàrquing. A 1.564 habitatges hi havia un automòbil i a 1.306 n'hi havia dos o més.

### Piràmide de població
La piràmide de població per edats i sexe el 2009 era:
| Homes | Edats   | Dones |
| ----- | ------- | ----- |
| 4     | 95 o +  | 12    |
| 12    | 90 a 94 | 61    |
| 34    | 85 a 89 | 60    |
| 55    | 80 a 84 | 100   |
| 137   | 75 a 79 | 152   |
| 154   | 70 a 74 | 214   |
| 188   | 65 a 69 | 248   |
| 217   | 60 a 64 | 228   |
| 219   | 55 a 59 | 222   |
| 366   | 50 a 54 | 392   |
| 342   | 45 a 49 | 326   |
| 253   | 40 a 44 | 288   |
| 229   | 35 a 39 | 222   |
| 181   | 30 a 34 | 195   |
| 194   | 25 a 29 | 216   |
| 217   | 20 a 24 | 193   |
| 281   | 15 a 19 | 273   |
| 235   | 10 a 14 | 223   |
| 189   | 5 a 9   | 221   |
| 120   | 0 a 4   | 177   |

## Economia
El 2007 la població en edat de treballar era de 4.662 persones, 3.136 eren actives i 1.526 eren inactives. De les 3.136 persones actives 2.792 estaven ocupades (1.440 homes i 1.352 dones) i 345 estaven aturades (136 homes i 209 dones). De les 1.526 persones inactives 724 estaven jubilades, 342 estaven estudiant i 460 estaven classificades com a «altres inactius».

### Ingressos
El 2009 a Mably hi havia 3.265 unitats fiscals que integraven 7.584 persones, la mediana anual d'ingressos fiscals per persona era de 17.468 €.

### Activitats econòmiques
Dels 272 establiments que hi havia el 2007, 6 eren d'empreses extractives, 6 d'empreses alimentàries, 2 d'empreses de fabricació de material elèctric, 4 d'empreses de fabricació d'elements pel transport, 18 d'empreses de fabricació d'altres productes industrials, 33 d'empreses de construcció, 98 d'empreses de comerç i reparació d'automòbils, 5 d'empreses de transport, 20 d'empreses d'hostatgeria i restauració, 5 d'empreses d'informació i comunicació, 8 d'empreses financeres, 11 d'empreses immobiliàries, 26 d'empreses de serveis, 14 d'entitats de l'administració pública i 16 d'empreses classificades com a «altres activitats de serveis».
Dels 68 establiments de servei als particulars que hi havia el 2009, 1 era una oficina de correu, 2 oficines bancàries, 1 funerària, 12 tallers de reparació d'automòbils i de material agrícola, 1 taller d'inspecció tècnica de vehicles, 2 establiments de lloguer de cotxes, 2 autoescoles, 7 paletes, 5 guixaires pintors, 7 fusteries, 4 lampisteries, 2 electricistes, 8 perruqueries, 11 restaurants, 2 tintoreries i 1 saló de bellesa.
Dels 44 establiments comercials que hi havia el 2009, 1 era un hipermercat, 1 un supermercat, 1 una gran superfície de material de bricolatge, 1 una botiga de més de 120 m², 3 botiges de menys de 120 m², 5 fleques, 1 una carnisseria, 1 una llibreria, 5 botigues de roba, 2 botigues d'equipament de la llar, 2 sabateries, 1 una botiga d'electrodomèstics, 8 botigues de mobles, 2 botigues de material esportiu, 2 botigues de material de revestiment de parets i terra, 1 un drogueria, 1 una perfumeria, 3 joieries i 3 floristeries.
L'any 2000 a Mably hi havia 43 explotacions agrícoles que ocupaven un total de 1.952 hectàrees.

## Equipaments sanitaris i escolars
El 2009 hi havia 1 hospital de tractaments de mitja durada (seguiment i rehabilitació), 1 un hospital de tractaments de llarga durada, 1 psiquiàtric, 2 centres de salut i 3 farmàcies.
El 2009 hi havia 3 escoles maternals i 4 escoles elementals. Mably disposava d'un col·legi d'educació secundària amb 493 alumnes.

## Poblacions més properes
El següent diagrama mostra les poblacions més properes.